# 小豬萬萬歲 (電視動畫)
《小豬萬萬歲》是東京電視台從1997年7月3日播放到1998年9月29日的電視動畫，改编自矢玉四郎原作儿童文学作品。也在美國、菲律賓、韓国、中国大陆、台灣、香港等地播放。

## 概要
主角龜山則安因為在日記上畫上一隻小豬嘟嘟，結果不但讓牠真正出現並且還會在主角幻想時，透過牠吸取頭部的動作，讓原本不可能的幻想因而出現。在把原作動畫化後、把裡面許多荒唐無稽的事情給活化了起來並且還加入了許多很有個性的原創人物，將原作大大改變成近乎鬧劇的內容。登場人物不但會大爆動畫的內幕，許多實際人物也被加入登場人物裡、另外不但在各集故事中到處夾雜一些真實的畫面，依照故事的進行而出現主要插曲的部份（還會出現像是片頭曲和片尾曲組合在一起的歌但卻不是背景音樂的動畫）則被用來諷刺關於動畫的常識、是部搞笑到非常令人不可理解的動畫。因此此作被認為大受導演渡邊慎一和系列構成的浦澤義雄兩人的影響。

## 故事大綱
小安因為在日記上寫一些丟臉的話而被媽媽們讀過以後當作笑話、於是小安就寫下「那麼乾脆寫一些騙人的東西」和「明天的天氣會是晴時多雲偶陣豬…。」。但是在隔天、天空真的充滿一大群小豬而且還降了下來。小安在慌忙下趕緊擦掉那些話和小豬的畫、結果就卻留下一匹小豬嘟嘟。還且牠竟然還是一隻被爸爸和媽媽拋棄的小豬，於是牠就這進入小安的家中，並且透過他的能力讓小安的一些幻想不但能夠實現，還因為一群各式各樣角色的亂入，讓小安的生活變得更加瘋狂。

## 登場人物

### 龜山家
龜山則安/小安（はたけやま のりやす）
（声：南央美、浪川大輔（劇場版）（日本）／區瑞華（香港））
故事的主角。有一臉圓臉的小學3年級生。又有綽號叫十圓安（じゅうえんやす，香港譯成波子頭，臺灣譯成便宜十塊錢）。雖然沒有其他角色這麼有特色、但主角意識卻又非常強。不過自己卻又是很愛護妹妹的哥哥。另外對於不會寫「龜山則安」這個名字的漢字和為何不能念書的事情，似乎會表現出不自知的感覺。
小豬嘟嘟
（声：金井美香（日本）／鄭麗麗（香港））
由於小安在日記上寫下「今天的天氣是充滿小豬」而出現的小豬。小安因為無意間鬧出事情而急忙抹消那些日記上畫的小豬，結果忘了塗掉在邊邊上的小豬，讓牠因此存留在現實世界上。
其實牠是小豬王國的王子。屁股上有皇家的家紋（第五十八集有出現過）。
有著不可思議的能力，在把鼻子貼在人類頭上時，能夠將他想的幻想給加以具體現實化。
叫聲是「噗呦呦～噫!!」。
龜山玉江/小玉（たまちゃん）
（声：間宮くるみ、佐久間玲（劇場版）（日本）／楊凱凱（台灣））
小安的妹妹。本名為龜山 玉江（たまえ）。有著相當老成的性格。因為討厭接電話而打算把電話摧毀掉。和小安一樣有一頭圓臉。
龜山玉則/爸爸
（声：梁田清之（日本）／曹冀魯（台灣）／盧國權（香港））
小安的爸爸。本名為龜山 玉則（たまのり）。是一流大學畢業並且進入一流企業、但因為經濟海嘯而遭到裁員、結果只能在娘家的工場・大森印刷中擔任掛名的部長。
生氣時會把眼鏡給拿下來、這個臉還是不能在電視上出現的恐怖（臉會被遮起來）。
開設一個以「烹煮奇異料理並且快樂享用」為目標的「奇異料理俱樂部」。另外非常喜歡造型古怪的車子、所選用的租用車都是那種超級長的加長車或是輪胎很大的四輪驅動等，更寬更長的車子（但本人完全都不會感到奇怪）。
龜山安江/媽媽
（声：松井菜櫻子（日本）／李明幸（台灣）／沈小蘭（香港））
小安的媽媽。本名為龜山安江（やすえ）、舊姓大森（おおもり）。因為不希望小安像爸爸一樣有高學歷卻變得很沒用，所以極度限制他讀書（但小安常常偷讀）。有著「手就是能力，腳也是能力」的口頭禪。

### 和小安所讀的小學有關的人
和子老師（かずこせんせい）
（声：三石琴乃（日本）／李明幸（台灣）／鄭麗麗（香港））
小安的班導師。是個美女、但有時會稍微進入個人的世界中而暴走起來（在二十一集被注意到所講的話，全都是照著劇本所講）。也是情緒很不穩的角色之一、在學校人氣很高。五十五集騎著重型機車來到小安家。
因為對於自己的美貌感到自負，所以經常感嘆自己為何如此美麗。
短篇動畫「はれときどきぶた　ミュージカル話 」中跟小安媽媽比拚美貌結果變成比賽摔角。
渡邊
（声：結城比呂（現・優希比呂）（日本）／陸惠玲（香港））
小安的朋友。本名為渡邊慎一。以一頭爆炸頭為特徵。家裡經營烤肉屋。以導演渡邊慎一為原型。
小山
（声：水田山葵）
小安的朋友。是個名字和身材都像是三角飯糰的角色。家裡是一家個人醫院。沒有脖子。喜歡女生、特別是班上的同學美雪。
武藏小金井（むさしこがねいくん）
（声：鹽屋翼／孫誠（台灣））
小安的同學。從「偉人小時候都被叫作怪人」的這點來看、他擁有身體能夠迴轉、發出「倏倏倏倏」等意義不明的言語和能開發出許多古怪的發明及老是做出怪異行為等奇怪特質。家裡似乎相當有錢，有時也會和小安等人一起行動。JR東日本有一座武藏小金井站、但似乎和他沒太大的關聯。
平賀君代（ひらが きみよ）
（声：馬場澄江）
小安的同學。有著一頭金髮和許多的卷髮尾，並且說話尖刻是個性格相當任性的大小姐。父親是能夠指揮美軍出動的大人物。
袖振マサコ（そでふり まさこ）
（声：松井菜櫻子）
小安的同學。穿著一件袖子很長的衣服、會一邊說著「便貝摟～」一邊舞動著袖子。本作中只說過一次話。
小倉美雪（おぐら みゆき）
（声：田口宏子）
小安的同學。班上第一美女。
綾
（声：金井美香）
小安的同學。本人說、很少有出場機會。
幸子
　（声：今津朋子）
小安的同學。本人說、還沒有決定自己的姓。
加奈
（声：水田山葵）
小安的同學。體型肥胖。和幸子一樣都沒有姓
男學生（だんしせいと）(※第53話時的字幕是少年H)
（声：保志總一朗）
小安的同學。臉型是一個倒三角型。在海灘上的泳裝大會擔任主持人。
校長先生（こうちょうせんせい）
（声：龍田直樹／孫誠（台灣））
小安所讀學校的校長。年過六十而且似乎沒有多少餘生、但還不到那種極度衰老的情況。
經常不知何故地欺負和子老師（現在的說法則是權力騷擾）而且背地裡跟蹤和子老師，將她當做畫畫的模特兒。順便一提，他是有妻之夫。
在童年時因為一些事情而討厭豬、一開始也很討厭嘟嘟、二十一集時變得開始喜歡豬。

### 和電視台有關者
天氣預報大姐姐（矢玉主播）（おてんきおねえさん）
（声：渡邊美佐（日本）、楊凱凱（台灣）、陸惠玲（香港））
電視台「BOO-TV」的播報員。第一集時以「天氣預報大姐姐」的名字登場。20集時，才知道她姓矢玉（やだま），從此以後就被叫作「矢玉主播」（台灣譯為「矢玉安娜」）。
主要是負責在畫面外做解說，還會對裡面的角色進行吐嘈。會用天氣預報的風格來做次回予告。另外也擔任不會說人話的角色的翻譯。
一開始是以裡面角色都看不見的解說員身份而存在著。在中段過後，已經被裡面的角色所認識了。
在裡面的體型可說是相當自由自在。有時會以玩偶般大小的身材登場，有時候也會以真人大小的身材登場。
以當時东京电视台主播矢玉美由紀（現在為白石海夕希）為原型。也因為和原作者同姓而被採用。
在動畫播放當時，在东京电视台的新聞節目上，矢玉みゆき還在其用來標示畫面的棒子上放上小豬模型。
黑矢玉（くろやだま）
（声：渡邊美佐）／李明幸（台灣）
矢玉主播的黑暗分身。在47集時第一次登場。與矢玉主播非常相似，不過全身、服裝和頭髮都是黑色的。
做事態度很馬虎。和故事情節沒有什麼關聯性，也不會像主播一樣做一些支持角色加油的事情。在畫面外常和矢玉主播意見不合，甚至大打出手。和矢玉主播可說是裡面最顯眼的搞笑拍檔。
岩田先生（いわたさん）
（声：鈴木琢磨（日本）、李錦綸（香港））
矢玉主播的直屬上司。經常為矢玉主播突然暴走的行為收拾善後，所以老是要寫多如山丘的報告書。有著喜歡說冷笑話的淘氣性格。是以东京电视台的製片人岩田圭介為原型。

### 龜山家隔壁鄰居
中華福建省廣東婆娘（ちゅうかまだむぷっけんしょう）/中華大魔女廣飛優婆娘（ちゅうかだいまじょこうぴゅうろうば）
（声：佐藤爱（日本）、梁少霞（香港））
平常時只是一位住在龜山家隔壁公寓204号室的親和阿姨。
但真正的姿態其實是中華大魔女廣飛優婆娘。並且老是策劃一些陰謀要來陷害小安和嘟嘟。
有著要做出特殊的叉燒（所以需要抓住嘟嘟當作食材）和拉麵並且向全國販賣最後達到支配全宇宙的野心。
將自己的家裡改造成類似中華料理店的風格，並且還有一個能通往叫作中華魔界的異次元空間的入口。
黑豬
（声：林延年（現・神奈延年））
和廣飛優婆娘一起聯手合作的謎之黒豬。和廣飛優婆娘在童軍團的營火活動時認識，後兩人同住在龜山家隔壁的公寓。
曾經率領雨天小豬軍團想要侵略地球，但被嘟嘟擊敗而結束了牠的野心。
山田先生（やまださん）
（声：中村大樹）
全身散發出古怪氣息的上班族。自稱且疑似是外星人。住在龜山家隔壁的公寓，會策劃一些稀奇古怪的事情捉弄小安。
骷髏大統領（がいこつだいとうりょう）
（声：伊藤榮次）
本來是居住在地下的骷髏們的大統領。為了解決地面上因為工程產生的噪音，而化身成為美女（声：かないみか）搬到了龜山家隔壁的公寓住下。有一隻巨大的霸王龍骷髏坐騎。
開花老人（はなさかろうじん）
（声：丸山詠二）
做著像是故事開花爺爺一樣，對枯樹撒灰並且讓櫻花樹開花的老人。以前由於表演的關係而到處環遊宇宙、但偶然間在宇宙溫泉中被黑豬注意到、於是黑豬在知道老人的灰會造成嘟嘟無法使用牠的特殊能力，用溫泉粉把灰給換掉。之後搬到龜山家隔壁的公寓（中華福建省廣州婆娘和黑豬住的公寓）居住。然後為了慶祝搬家而跑到廣州婆娘的家中撒灰時、也對前來幫忙的嘟嘟撒灰、結果讓嘟嘟無法使用牠的能力（之後由於嘟嘟他們從黑豬身上拿回真正的灰，而讓牠回復了原本的能力）。

### 其他角色
渡邊的爸爸
（声：優希比呂（日本）、馮錦堂（香港）））
渡邊的爸爸，烤肉店的老闆。和兒子一樣有著一頭爆炸頭。也是小安爸爸所創設的「奇異料理俱樂部」的成員之一。
渡邊的媽媽
（声：金井美香（日本）、梁少霞（香港））
眼鏡和暴牙是她的特徵。
小山的爸爸
（声：水田山葵）
職業是醫生。和小山一樣有著像是飯糰一樣的身材而且沒有脖子。也是小安爸爸所創設的「奇異料理俱樂部」的成員之一。
小山的媽媽
（声：三石琴乃）
像是外國人、講話時會以英日語夾雜著。也和小山一樣有著像是飯糰一樣的身材而且沒有脖子。
市場的婆婆（まちやのおばさん）
（声：渡邊美佐）
龜山家親戚。本名是龜山 あかね（直到最後一集都沒有名字、在最後一集小玉才在電話上講出她的名字「哎呀、我有名字啊）。經常是以出現在電話上的聲音登場。每個禮拜都會因為生病或受傷住院。但有一週是完全沒事而沒有入院、結果讓龜山家不但說出「真是大事情呀!」並且還因此進入像是被瘟神附身一樣的處境而陷入恐慌中（順便一提，在那時、救護車進入龜山家時、似乎隱約能從車子的陰影下看到婆婆的姿態）。
神官（かんぬしさん）
（声：麻生智久）
小安他們作為秘密基地的神社的神官。很會踢足球。
墨鏡男
（声：麻生智久）
常在畫面邊講「…為什麼。這裡是…」等。擔任背景或解說的人物，和故事不太有關係。
牛乳店先生（ぎゅうにゅうやさん）
（声：麻生智久）
沒有意義的騎著3輪機車四處疾走送貨的牛乳店先生。
黑社會家族
（老大：梁田清之、小弟：麻生智久・鈴木琢磨）
偶然出現的黑社會家族。常會大聲說著「我們就是黑社會！」並且對人開槍威脅。
嘟嘟的爸爸
（声：麻生智久）
嘟嘟的爸爸、小豬王國的國王。國家被野豬帝王所滅並且被牠所抓、後來被嘟嘟和小安救出。本豬是個蘿利控，在最終回對小玉一見鍾情
嘟嘟的媽媽
（声:さとうあい）
嘟嘟的媽媽、小豬國王的皇后。在把嘟嘟從小豬王國送到宇宙時，自己也不小心跟著掉落宇宙之中、偶然掉落到了一個豬宇宙並被當作「豬女王」崇拜、之後被黑豬所流放、後來在宇宙溫泉裡當女老闆（這時也再一次和嘟嘟見面）。但在來到地球時失去記憶、在嘟嘟和小安的幫助下再次取回記憶。
野豬帝王
（声：梁田清之）
野豬帝國的帝王。企圖侵略小豬王國、結果被小安和嘟嘟擊敗。雖然是個野心家、但也有擔心自己女兒的一面。
野豬公主
（声：笹本優子）
野豬帝王的女兒。對於失去疼愛自己的父親感到相當悲傷、但在最後一集順利和父親再次見面。

## 故事背景
小安居住的城市（則安の住んでいる町）
其設定取自於東京市區的保谷（即為現在的西東京市，因為在動畫第42集中黑豬在跟開花老人介紹畠山家隔壁公寓中的設備時有提到）。
畠山家隔壁的公寓（畠山家の隣のアパート）
裡面居住著包含中華大魔女廣飛優婆娘在內印象異常深刻的角色的公寓。
當和子老師準備要搬家到那裏時曾經有跟小安商量過，最後決定放棄該念頭。然後在畠山家的反方向則為房東太太居住的地方（因為在動畫第49集中小安曾經說過「隔壁住著房東太太」）。
小安就讀的小學（則安の通う小学校）
這裡是和子老師所任職然後還有多數熟悉的角色們就讀的小學。
在很久以前的時候曾經有小豬在日記上所畫出來的的（外表是個不論任何東西都能夠變小的蝸牛），而使整個學校消失。
黑白神社（白黒神社）
小安與阿鍋、飯糰山等人玩遊戲的地方，他們有在神社的地基下創立了秘密基地。
微笑商店街（ニコニコ商店街）
本作中偶而會登場的位於小安住家附近的商店街。
電視台小豬頻道（テレビ局BOO-TV）
矢玉主播與岩田先生工作的電視台，在本作裡偶而會在攝影棚中出現真實存在的製作人員。

## 各集標題
| 話數 | 日文標題                   | 台灣標題                                          | 放送年月日     |
| ---- | -------------------------- | ------------------------------------------------- | -------------- |
| 1    | ブーブーぶたパニック!      | 小豬恐慌                                          | 1997年7月3日   |
| 2    |                            | 武藏小金井有麻煩了！                              | 1997年7月10日  |
| 3    | パパは地獄のコックさん!    | 爸爸是地獄廚師！                                  | 1997年7月17日  |
| 4    | 夏だ!プールだ!校長だ!      | 夏天、泳池與校長                                  | 1997年7月24日  |
| 5    | 中華なマダムがヤンヤヤン   | 福建婶婶                                          | 1997年7月31日  |
| 6    |                            | 恐怖的水煮章魚詛咒                                | 1997年8月7日   |
| 7    |                            | 天昏地亂的回老家度假                              | 1997年8月14日  |
| 8    |                            | 吸收作業的獨角仙                                  | 1997年8月21日  |
| 9    |                            | 小豬騎士來了！                                    | 1997年8月28日  |
| 10   |                            | 乙姫大人的學力衝刺班？                            | 1997年9月4日   |
| 11   |                            | 颱風來了大搬家                                    | 1997年9月11日  |
| 12   | できれば結婚したかった     | 可以的話就不想結婚                                | 1997年9月18日  |
| 13   | それいけ! 大宇宙ナイター   | 去吧！大宇宙夜郎                                  | 1997年10月2日  |
| 14   |                            | 孤注一擲！血淚的運動會                            | 1997年10月9日  |
| 15   | ふりむけばブタぶたブタ!    | 回頭就會變成小豬！                                | 1997年10月16日 |
| 16   |                            | 宇宙田園之風                                      | 1997年10月23日 |
| 17   |                            | 小玉和穿木屐的竹取公主                            | 1997年10月30日 |
| 18   |                            | 激鬥！晴天豬VS黑豬                                | 1997年11月6日  |
| 19   | 超ゲテモノより愛をこめて   | 灌注超越的愛                                      | 1997年11月13日 |
| 20   | 矢玉アナは雷がお好き!?     | 矢玉主播喜歡雷聲!?                                | 1997年11月20日 |
| 21   | ゴースト・オブ・トンカツ   | 炸豬排之鬼                                        | 1997年11月27日 |
| 22   | ルーズソックスとピアス     | 慢歌與耳環                                        | 1997年12月4日  |
| 23   |                            | 寒冷的时候就有爱的感觉                            | 1997年12月11日 |
| 24   | ママのごきげんプリンス     | 媽媽的你好王子                                    | 1997年12月18日 |
| 25   |                            | 祝賀戰鬥                                          | 1998年1月1日   |
| 26   | 平賀きみよでございましょ   | 平賀君代向您問好                                  | 1998年1月8日   |
| 27   | 雪だるまのとけない夢       | 雪人的溶不掉之夢                                  | 1998年1月15日  |
| 28   | おれたちは友だちだ         | 我們是朋友                                        | 1998年1月22日  |
| 29   | はれときどきはらいた       | 小豬肚子餓                                        | 1998年1月29日  |
| 30   | 眠れるガイコツの大統領     | 沉睡的骷顱大總統                                  | 1998年2月5日   |
| 31   |                            | 二月14日情人節決戰                                | 1998年2月12日  |
| 32   |                            | 雪女的戀愛之火                                    | 1998年2月19日  |
| 33   |                            | 膽小的盔甲獨角仙                                  | 1998年3月5日   |
| 34   | 冬のおじさんと春の妖精     | 冬之老頭與春之妖精                                | 1998年3月12日  |
| 35   | おやじと野菜とマシンガン   | 大叔與野菜和機關槍                                | 1998年3月19日  |
| 36   | ムダな筋肉質               | 無用的肌肉                                        | 1998年4月7日   |
| 37   |                            | 櫻花、寶藏與飛碟                                  | 1998年4月14日  |
| 38   | 天然100%入ってんねん       | 才沒有天然百分百哩！                              | 1998年4月21日  |
| 39   | 恩返ししてチョー           | 要報恩喔！                                        | 1998年4月28日  |
| 40   | 飛べない鯉の物語・純情篇   | 飛不起來的鯉魚·純情篇                             | 1998年5月5日   |
| 41   |                            | 絕望啊！吸不起來的鼻子                            | 1998年5月12日  |
| 42   | あぁ希望! 吸える鼻         | 希望啊！吸得起來的鼻子                            | 1998年5月19日  |
| 43   |                            | 披薩少女的初戀外賣                                | 1998年5月26日  |
| 44   |                            | 大江戶小豬外傳                                    | 1998年6月2日   |
| 45   |                            | 我的學校去哪了？                                  | 1998年6月9日   |
| 46   | 結婚してケローッ!          | 與青蛙結婚！                                      | 1998年6月16日  |
| 47   | 魔界は今日も雨だった       | 今天的魔界也下雨                                  | 1998年6月23日  |
| 48   | わたしは給食が好きです     | 我喜歡餵食                                        | 1998年6月30日  |
| 49   | 大家さんはジャングルの王や | 房東太太是叢林之王                                | 1998年7月7日   |
| 50   |                            | 迴轉地獄與過去的武藏                              | 1998年7月14日  |
| 51   | 消えろサマーでザマー見ろ   | 消失的夏天是活該                                  | 1998年7月21日  |
| 52   | 真夏の夜の花火だポン!      | 仲夏夜的煙火                                      | 1998年7月28日  |
| 53   |                            | 恐龍肚子裡的悄悄話                                | 1998年8月4日   |
| 54   | ガイコツのカルシウム不足   | 骷髏的鈣質不足                                    | 1998年8月11日  |
| 55   |                            | 美國版猴子大戰螃蟹之夢                            | 1998年8月18日  |
| 56   | 安則君は角頭! って誰?      | 安則的角頭是誰？                                  | 1998年8月25日  |
| 57   |                            | 〔上半〕想太多的減肥 〔下半〕啊啊極品！音樂的故事 | 1998年9月1日   |
| 58   | あッ! ぶたママだ           | 啊！是豬媽媽                                      | 1998年9月8日   |
| 59   | はれときどきお別れ         | 小豬的道別                                        | 1998年9月15日  |
| 60   | はれときどき旅立ち         | 小豬的旅行                                        | 1998年9月22日  |
| 61   | はれときどき…              | 小豬萬萬歲…                                       | 1998年9月29日  |

## 工作人員
- 原作：矢玉四郎
- 企畫：白川隆三（SPEビジュアルワークス）
- 系列構成・劇本：浦沢義雄
- 角色設定：西野理惠
- 美術監督：古谷彰、柴山恵理子
- 色彩設計：佐藤和子、斉藤裕子
- 攝影監督：藤倉直人
- 編輯：古川雅士（J.S.E.）
- 音樂：増田俊郎
- 音樂協力：东京电视台Music
- 動畫製作：グループ・タック
- 動畫製作人：川人憲治郎（現JAPAN VISTIC）（グループ・タック）
- 製作人：岩田圭介（东京电视台）、勝股英夫（SPEビジュアルワークス）
- 導演：渡邊慎一
- 分鏡：渡邊慎一、大地丙太郎、高田耕一、海堂祐、えだよしひ、佐々木和宏、大畑清隆、吉田浩、箕ノ口克己、志村錠児、大庭秀昭、池上和誉、高橋幸雄、佐々木皓一、貞光紳也、石川敏浩、渡辺純央、松本淳、井之川慎太郎
- 各話導演：ワタナベシンイチ、高田耕一、若林忠生、三泥無成、えだよしひ、佐々木和宏、吉田浩、海堂祐、箕ノ口克己、石川敏浩、井之川慎太郎、池端隆史、高橋幸雄、松本淳、佐藤英一、則座誠、山崎哲生、山崎茂
- 作畫監督：西野理恵、村田雅彦、まつざきはじめ、林一哉、関根昌之、藤田宗克、大河原晴男、浅野文影、佐久間信計、畑良子
- 動畫檢查：藤田亜百合、岸誠二、馬森、馬場民子、砂原昭一、原鐵夫、本田政行、森久美子、大西宏行、馬場芳子、マサ修也
- 動畫：文成動画、東京アニメーションセンター、スタジオ座円洞、夢弦館、じゃんぐるじむ、スタジオウォンバット、どんぐり、アニメワールド大阪、プロジェクトチームサラ、馬良動画、亜細亜堂、スタジオマーチ、ダイゾウプロ、アニメスポット、アニメロマン
- 顏色指定：佐藤和子、瀬尾奈都子、岡久美子、呉英雨、三ヶ尻康彦、渡辺亜紀、長谷川一美、大津多美子、森博行、佐藤初、成合由紀
- 調整：スタジオトイズ、文成動画、アニメワールド大阪、スタジオルンルン、スタジオマーチ、スタジオステップ、スタジオエル、亜細亜堂、中映動画、鈴木動画
- 特殊効果：前川孝、西村龍徳、木原悦郎、マリックス、スタジオエル
- 背景：スタジオユニ
- 攝影：ティ・ニシムラ
- 音樂監督：中武敬文
- 後期錄音演出：明田川進
- 後期錄音演出助手：明田川仁
- 錄音：蝦名恭範
- 音響効果：森川永子（サウンドガーデン）
- 錄音・ビデオ編集スタジオ：KSSスタジオ
- 錄音製作：SPEビジュアルワークス
- 角色設定協力：マジックカプセル
- 影片剪輯：宗和洋史　41集有出現他的臉的照片
- 標題：片山悟
- 編輯協力：エディックス→ワインド・アップ
- 負片編輯：松尾浩、和田至亮
- 顯影：IMAGICA
- CG：那須信司
- 製作助裡：浅見佳子
- 演出助手：井之川慎太郎
- 製作檢查：植野修也
- 製作擔任：島村和明
- 制作進行：玉田佳弘、篠崎康行、大崎正美、荒川勇人、植野修也、竹山澄夫、赤川慶祐、上杉隆一、片岳大
- 節目宣傳：佐々由美→青木亮介（东京电视台）、高谷与志人
- 動畫製作協力：サンシャインコーポレーション、亜細亜堂、スタジオマーチ、アリエル
- 製作：东京电视台、電通、SPEビジュアルワークス（現・アニプレックス）
- コピーライト表記：(C) 矢玉四郎・アニプレックス

## 主題曲

### 片頭曲
1. 《強気なふたり》（第1話 - 第17話）
  - 作詞：サエキけんぞう/作曲・編曲：櫻井鐵太郎/歌：吉村由美（PUFFY）
2. 《カレって時々ブタ》（第18話 - 第36話）
  - 作詞：TSUNAMI/作曲・編曲：パッパラー河合/歌：TSUNAMI
3. 《BOO～おなかが空くほど笑ってみたい～》（第37話 - 第61話）
  - 作詞：阿久悠/作曲：筒美京平/編曲：BANANA ICE/歌：ゴスペラーズ

### 片尾曲
1. 《ただいま》（第1話 - 第17話、第61話）
  - 作詞・編曲：阿部義晴/作曲：Paul Bevoir/歌：大貫亞美（PUFFY）
2. 《ヒコーキ雲》（第18話 - 第36話）
  - 作詞：鈴木けいすけ/作曲：竹安堅一、鈴木けいすけ/編曲・歌：Flower Companyz
3. 《あッ豚だ!～一日ゆかいにいきるうた～》（第37話 - 第60話）
  - 作詞：阿久悠/作曲・編曲：増田俊郎/歌：デリシャス・ピッグ（原SY・S的CHAKA）

## 粵語版

### 粵語版片頭曲
1. 《晴天Pig Pig》（第1話 - 第61話）
  - 作詞：因葵/作曲・編曲：櫻井鐵太郎/歌：葉佩雯

### 粵語版片尾曲
1. 《好友入門》（第1話 - 第61話）
  - 歌：葉佩雯

### 插曲
（比較頻繁出現的歌）
- 《デュッデュワ～丸頭》歌：南央美
- 《吸うなんて…》歌：かないみか
- 《絶叫マシーン》歌：三石琴乃

全部是由渡邊慎一作詞、増田俊郎作曲。

## 外部連結
- 動畫官方網站 (TOKYO MX) （页面存档备份，存于）（日語）